# Lista de personagens de Kaguya-sama: Love Is War
A série de mangá Kaguya-sama: Love Is War apresenta um extenso elenco de personagens criados por Aka Akasaka. A história se passa no ensino médio da Academia Shuchiin, e segue o Presidente do conselho estudantil, Miyuki Shirogane, e a vice-presidente, Kaguya Shinomiya, enquanto eles elaboram diversos planos para fazer o outro confessar seu amor, já que ambos são orgulhosos demais para fazer -lo. Outros personagens incluídos incluem a secretária do conselho de estudantil, Chika Fujiwara, o tesoureiro do conselho estudantil, Yu Ishigami, a auditora do conselho estudantil, Miko Iino, e a assistente pessoal de Kaguya e amiga de infância Ai Hayasaka, bem como muitos outros.

## Personagens principais

### Kaguya Shinomiya
Voz de: Aoi Koga (Japonês), Alexis Tipton (Português)
Retratado por: Kanna Hashimoto
O personagem titular da série, Kaguya Shinomiya (四宮 かぐや, Shinomiya Kaguya)  é a vice-presidente do Conselho de estudantes da Academia Shuchiin. Ela é conhecida por sua beleza, inteligência e riqueza, com sua família possuindo um dos maiores conglomerados de negócios do Japão.Ch. 1 Devido a ser nascida em uma família de alta classe, a maneira como Kaguya foi criada a fez se tornar orgulhosa, fria e calculista; mas, por baixo de seus traços de personalidade, ela é uma adolescente inocente, gentil e justa de coração. Seu status social e sua criação também lhe causam sofrimento emocional devido à solidão e ao isolamento. Apesar de sua inteligência e recursos, ela é surpreendentemente inexperiente no uso de mídias sociais e tecnologia digital (embora se destaque em métodos mais antigos e analógicos de entrada, como a máquina de escrever). Ela também é bastante ingênua quando se trata de romance e sexualidade, tendo aprendido a usar a moda e a feminilidade a seu favor. Para fazer Miyuki confessar seu amor, direto ou indiretamente, ela geralmente planeja com antecedência inclinar as circunstâncias em seu favor. Além de se envolver em trabalho do conselho de estudantes, ela também faz parte  do clube de tiro com o arco.  Ch. 28 Ch. 28
É revelado mais tarde na história, que Kaguya nasceu de um caso extraconjugal, com seu pai e uma prostituta chamada Nayotake Shimizu, que morreu menos de um mês após dar à luz a elaCh. 254. Por conta disso, ela não seria considerada parte da família segundo a tradição. Apesar de seu pai ainda considerar um membro da família assim como os outros filhos, ela continua sendo protegida como uma ferramenta política por seus dois irmãos mais velhos.  Ch. 249 Ch. 249
Akasaka disse que modelou Kaguya para ser como Kaguya-hime, no sentido de que ambas são princesas no início, mas têm algo mais profundo sobre seu caráter mais tarde. Ele fez com que tanto Kaguya quanto Miyuki tivessem personalidades semelhantes no início, orgulhosos e intelectuais, mas mais tarde revelando serem mais como "idiotas desajeitados" por dentro.  Ele acabaria fazendo os dois seguirem caminhos diferentes em termos de tendências, com Kaguya se tornando mais como uma "mocinha rebelde".. Akasaka também disse que, embora Kaguya tenha um lado sombrio, ele não queria que as pessoas a odiassem, então tenta manter equilibradas as emoções positivas e negativas nela.

### Miyuki Shirogane
Voz de: Makoto Furukawa (Japonês), Aaron Dismuke, Clifford Chapin (season 3) (Português)
Retratado por: Sho Hirano
Miyuki Shirogane (白銀 御行, Shirogane Miyuki) (白銀 御行, Shirogane Miyuki) é o Presidente do conselho de estudantes da Academia Shuchiin. - O Ch. 1 Ele é famoso por ser o melhor aluno da escola, tendo também ficado em segundo lugar geral nos exames simulados nacionais,  o que é atribuído ao fato de estudar o tempo todo, o que explica seu cabelo bagunçado, as olheiras e seu olhar penetrante.  Ch. 4 Assim como Kaguya, ele é inexperiente em romance e relacionamentos. Miyuki tem dificuldades com esportes físicos que envolvem habilidades e tem um medo paralisante de insetos, especialmente baratas. Ch. 7, 15 Devido ao fato de seu pai, que antes era proprietário de uma fábrica, Ch. Ch. 83 estar desempregado e sua mãe – que deixou a família quando ele era criança – não os apoiar, ele e sua irmã mais nova, Kei, frequentemente fazem trabalhos de meio período.  Ch. 34, 52, 83 Uma piada recorrente na série é como ele sempre imagina Kaguya olhando para ele com desdém e dizendo "Ah.. mais que gracinha." (お可愛いこと, Okawaii koto), e se abstém de confessar seus sentimentos por ela com medo de ser rejeitado dessa maneira. Miyuki também tem uma paixão por observar as estrelas,  Ch. 56  e sonha em um dia se tornar um astrônomo profissional. Ele também gosta de contos populares tradicionais, e acreditava que, se estivesse na posição do Imperador na história de Kaguya-hime, teria tentado roubar a princesa de volta, o que reflete suas ações no ato final da história.  Ch. 249
Akasaka disse que inicialmente pensou em nomear Miyuki como Mikado, em referência ao Imperador na história de Kaguya-hime, mas descobriu que gostava mais de Otomo no Miyuki. Ele desenvolveu Miyuki para começar como um gêmeo na personalidade e caráter de Kaguya, e mais tarde ele divergiria para se tornar um "bom garoto". Akasaka gosta do fato de poder retratar Miyuki como calmo e composto por fora, enquanto sua mente está sempre acelerada por dentro.

### Chika Fujiwara
Voz de: Konomi Kohara (Japonês), Jad Saxton (Português)
Portrayed by: Nana Asakawa
Chika Fujiwara (藤原 千花, Fujiwara Chika) é a secretária do conselho estudantil da Academia Shuchiin. Chika é uma jovem de pele clara com cabelo prateado na altura dos ombros (rosa claro no anime), com um laço preto no meio de sua franja quadrada, olhos azuis e possui um grande busto. Ela é amiga de Kaguya Shinomiya desde o ensino fundamental, no entanto, a proximidade delas não é evidente para os outros devido à personalidade de Kaguya. Apesar de ser habilidosa em línguas, canto e vários esportes, Chika é frequentemente retratada como uma cabeça oca que não leva os estudos acadêmicos a sério em comparação com seus colegas. Embora afirme ser especialista em ler emoções, a precisão de suas leituras tende a ser um tanto inconsistente; por exemplo, ela consegue perceber que Miko tem sentimentos por Yu, apesar de sua atitude antagônica em relação a ele, Ch. 226, mas é a única pessoa do conselho estudantil que não descobriu que Kaguya e Miyuki começaram a namorar. Ch. 223  Essa falta de percepção social no que diz respeito ao relacionamento de Kaguya e Miyuki alimenta muitos dos conflitos nos jogos de amor entre os dois, como quando ela se casou com Miyuki no Jogo da Vida Ch. 53 e também quando comeu do seu almoço. Ch. 5 Apesar disso, ela faz o possível para ajudar a animar os membros do conselho estudantil e geralmente é a primeira a oferecer apoio emocional.

### Yu Ishigami
Voz de: Ryōta Suzuki (Japonês), Austin Tindle (Português)
Retratado por: Hayato Sano
Yu Ishigami (石上 優, Ishigami Yū) é o tesoureiro do conselho estudantil da Academia Shuchiin e é um ano inferior aos outros membros. Ch. 24 Ele é um garoto de cabelo escuro com um corte de cabelo no estilo emo, com a franja cobrindo um dos seus olhos. Filho mais novo de um pequeno fabricante de brinquedos, ele só frequentou a escola porque seu pai o forçou, e foi um aluno faltoso até Miyuki recrutá-lo para ser tesoureiro. Normalmente, ele se mantém isolado e usa fones de ouvido enquanto joga videogame no seu console portátil, no entanto, ele é um observador atento das pessoas, percebendo coisas que os outros não querem revelar, mas ocasionalmente se mete em problemas por apontar essas coisas. Ch. 28, profile Ele tem medo de que Kaguya possa matá-lo, pois ela costuma lhe lançar olhares ameaçadores e fazer comentários. Vol. 3 Chika também ocasionalmente bate nele por fazer comentários inadequados. Vol. 3
Conforme a história avança, Yu se torna mais aberto com o conselho estudantil, especialmente com Kaguya, que começa a gostar de sua presença como um júnior, pois ele se mostra muito honesto e sincero com os outros, a ponto de prejudicar sua própria reputação para evitar que outros sejam feridos. Uma história de fundo revela que, no ensino fundamental, ele tentou proteger uma colega de classe de seu namorado potencialmente abusivo, mas acabou sendo suspenso e depois foi rejeitado por ela e seus colegas. Miyuki e o conselho estudantil o descobrem e o apoiam. Yu eventualmente supera seu trauma e consegue seguir em frente. Ch. 85-90 Ch. 85-90 Ele começa a gostar de Tsubame, sua veterana e vice-capitã do time de torcida, ao qual ele se juntou por acaso. Ch. 104 Ch. 104 Durante o festival da escola, ele casualmente dá a Tsubame um presente em forma de coração, mas não sabe que isso simboliza uma confissão de amor. Embora seja rejeitado, ele resolve melhorar a si mesmo para que ela possa vir a gostar dele. Ch. 155–156 Ch. 155–156
Yu acaba saindo em vários encontros com Tsubame, mas ela termina com ele no dia de sua formatura, devido à incerteza sobre como namorar um homem mais jovem do que ela e porque a amava de forma platônica, em vez de romântica. Ch. 203-204 Isso deixa Yu deprimido, e ele fica de coração partido por um longo período, mas começa a se sentir mais feliz quando percebe que está desenvolvendo sentimentos por Miko. Ch. 227, 230 Ele e Maki então desenvolvem uma amizade devido às dificuldades que ambos enfrentam no romance, com Yu eventualmente ajudando Maki a superar sua paixão por Tsubasa. Ch. 238, 274
Após Miko ser eleita a nova presidente da escola, ela pede que ele assuma o papel de vice-presidente, colocando os dois em uma situação quase idêntica à de Kaguya e Shirogane no início do mangá. Ch. 278 Ch. 278
Akasaka disse que projetou o personagem de Yu para não interferir no relacionamento entre Kaguya, Miyuki e Chika. Ele descreve Yu como taciturno e com pouca presença, podendo ir e vir a qualquer momento, o que se tornou útil como uma piada recorrente . Quando perguntado se ele se parece com algum de seus personagens, ele disse que também é como Yu, pois tem alguns pensamentos negativos e que no colégio também teve uma queda por uma garota do último ano.

### Ai Hayasaka
Voz de: Yumiri Hanamori (Japonês), AmaLee (Português)
Retratado por: Mayu Hotta
Ai Hayasaka (早坂 愛, Hayasaka Ai) é a assistente pessoal e amiga de infância de Kaguya; seu pai é o padrinho de Kaguya, e sua mãe foi a enfermeira de Kaguya. As duas meninas foram criadas juntas até os dois anos de idade, quando Kaguya foi transferida para a casa principal dos Shinomiya; ao se reencontrarem aos sete anos, sua relação oficial de mestre/empregada foi estabelecida.. Vol. 2, Ch. 29 profile Sua família tem servido os Shinomiya por gerações; uma vez proeminente e rivalizando com os Shinomiya, eles foram posteriormente absorvidos na família Shinomiya em reconhecimento de sua boa linhagem.  Ch. 19 Ela tem cabelo corto, Loira e é um pouco irlandesa. Ch. 29 profile  Na escola, ela age como uma garota popular e estilosa, usando a saia curta, uma gola solta, unhas e acessórios chamativos, todos os quais ultrapassam o código de vestimenta. Ch. 25, 29 Ela mantém a sua associação com Kaguya em segredo de Miyuki e Chika. Quando Miyuki a visita, ela se disfarça de criada chamada Smirka A. Haski (スミシー・A・ハーサカ, Sumishī A Hāsaka, no anime: Smithee A. Herthaka) Ch. 35, que frequenta uma escola de raparigas e que flirta com Miyuki.  Ch. 58 Quando Chika visita, ela se passa por mordomo, o Sr. Haski. Ch. 106 Ai é mais socialmente consciente do que Kaguya, e pode ser calculista às vezes, mas também é muito sensível, pois ela anseia demais por uma vida normal do ensino médio e um namorado, o que resulta em que ela burla Kaguya com frequência. Ch. 42 Ela eventualmente conta a Miyuki quem ela realmente é e se torna sua amiga, enquanto burla Kaguya, dizendo que a amizade é o primeiro passo para um relacionamento. Ch. 106–108 Ela mais tarde renuncia a sua posição como assistente, revelando que trabalhou para o irmão de Kaguya todos esses anos para manter o controle sobre ela. Quando Kaguya a perdoa, ela retorna à escola e agora podem interagir como iguais. Ch. 179–187
Akasaka disse que desenhou o personagem de Ai com a intenção de fazê-la se tornar amiga de Miyuki desde o início. Ele mencionou que ela é misteriosa e que poderia revelar sua "verdadeira personalidade" mais tarde.  Ela não foi criada para ser uma heroína, embora alguns leitores a considerem como tal.

### Miko Iino
Voz de: Miyu Tomita (Japonês), Madeleine Morris (Português)
Retratado por: Yūka Kageyama
Miko Iino (伊井野 ミコ, Iino Miko) é uma estudante de primeiro ano e colega de classe de Yu. Membro do comitê disciplinar, ela aparece pela primeira vez no final do primeiro mandato de Miyuki como presidente do conselho estudantil, quando se candidata como concorrente à presidência do próximo conselho. Ela deseja impor um comportamento mais ordenado e apropriado aos alunos, com regras como fazer com que os rapazes tenham cortes de tripulação, fazer com que as meninas usem saias longas e proibir relacionamentos. Apesar de ser franca e com opiniões fortes, ela é muito tímida e tem medo de falar em público. Ela só consegue expressar suas ideias nos discursos dos candidatos quando Miyuki transforma a situação em uma conversa e debate individual. Embora perca a eleição, ela recebe um número considerável de votos; seus colegas, que antes zombavam de suas baixas votações, começam a respeitá-la e admirá-la. Ela então se junta ao conselho estudantil como auditora financeira, enquanto permanece no comitê disciplinar. Vol. 7 Mais tarde, sua natureza autoritária vai se suavizando à medida que ela percebe que não só precisa ver as coisas sob a perspectiva dos outros, mas também que seus métodos são excessivamente rígidos. Ch. 233
O senso de justiça de Miko está presente em sua família: seu pai é juiz de uma corte superior e sua mãe trabalha em uma organização internacional de ajuda humanitária. Academicamente, ela é a melhor da turma e admira Chika por suas habilidades musicais como pianista, mas detesta Yu por ser preguiçoso e não levar os estudos a sério. Ela costumava pensar em Miyuki e Kaguya como grandes playboys e sadicamente malignos, respectivamente, já que ela frequentemente os pegava em situações românticas inapropriadas. Vol. 7-8 Vol. 7-8 Ela apoiou Yu em sua busca por Tsubame como namorada, mas percebe que desenvolveu sentimentos por ele. Ch. 190 Ch. 190
Mais tarde, Miko se tornou presidente do conselho, conseguindo superar o nervosismo que arruinou seu discurso na eleição anterior, ao mesmo tempo em que abandonou sua antiga natureza e priorizou os desejos das pessoas ao seu redor. Ch. 275 Ch. 275 Como presidente, ela se concentra em recrutar pessoas para o conselho que possam efetivamente implementar ideias tanto do conselho estudantil anterior, quanto suas próprias ideias. Ch. 278 Ch. 278
Akasaka criou Miko com uma personalidade contrastante, onde ela inicialmente aparece como uma membro séria do Comitê Disciplinar, mas internamente tem um comportamento levemente pervertido; ou como uma aluna exemplar, mas que abaixa a guarda facilmente quando um garoto é gentil com ela. Miko também foi útil como uma piada de fechamento para encerrar um capítulo, onde ela corria para a sala do conselho estudantil e comentava sobre a situação embaraçosa.

## Personagens secundários

### Academia Shuchiin

#### Nagisa Kashiwagi
Voz de: Momo Asakura (Japonês), Bryn Apprill (Português)
Retratado por: Natsumi Ikema
Nagisa Kashiwagi (柏木 渚, Kashiwagi Nagisa) é uma colega de classe que ocasionalmente pergunta a Kaguya sobre o que fazer em seus relacionamentos. Ch. 16, 48 Ela tem cabelo curto e escuro e usa uma presilha de dois fios de um lado. No início da série, ela é confessada por um colega de classe, e acaba aceitando. Ch. 6 A filha de uma rica família de construção naval, Ch. 49 academicamente, está entre os dez primeiros da classe Ch. 30 e chefe do clube de voluntários da escola. Ch. 16, 51 Mais tarde, ela observa que talvez Kaguya e Miyuki gostem um do outro.  Ch. 51 Nagisa exibe muitos comportamentos típicos de namorada, como falar muito, ser instável emocionalmente, ou até sentir ciúmes a ponto de contratar um detetive particular para espionar seu namorado e verificar se ele está tendo um caso, para depois fazer as pazes com ele sendo fisicamente ousada e apaixonada.  Ch. 76, 97 Enquanto ela começa pedindo conselhos sobre relacionamentos a Kaguya, nos capítulos posteriores, os papéis das duas se invertem, já que Nagisa fala de suas experiências em atividades românticas. Vol. 14
Ela termina com Tsubasa perto do final da história depois de ouvir que Maki estava apaixonada por ele há 7 anos, Ch. 273 Ch. 273 No entanto, Maki a convence a voltar com ele depois de perceber que ela ainda está apaixonada por ele. Depois de ver Tsubasa novamente, ela desmaia, com uma visita ao hospital em que o avô de Tsubasa trabalha confirmando que ela está grávida de 3 meses. Ch. 274 Ch. 274

#### Tsubasa Tanuma/ namorado da Kashiwagi
Voz de: Taku Yashiro (Japonês), Brandon McInnis (Português)
Retratado por: Yūtarō
Tsubasa Tanuma (田沼 翼, Tanuma Tsubasa) Ch. 109, 180, inicialmente conhecido apenas como o namorado de Kashiwagi (柏木の彼氏, Kashiwagi no kareshi), é um colega de classe que frequentemente pede conselhos amorosos a Miyuki no início da série. Quando Miyuki o recomenda a confessar corajosamente para Kashiwagi, ele faz isso, e eles acabam se tornando um casal. Ch. 6 Ele é filho de um diretor de hospital e neto do médico da família Shinomiya. Ch. 49, 79 O avô de Tsubasa, em particular, acredita que sua família é amaldiçoada, já que tanto ele quanto seu filho (o pai de Tsubasa) se tornaram pais aos 17 anos. Ch. 147 Sua falta de noção ao compartilhar detalhes sobre seu relacionamento bem-sucedido irrita os membros do conselho. Ch. 48, 76

#### Kei Shirogane
Voz de: Sayumi Suzushiro (Japonês), Heather Walker (Português)
Kei Shirogane (白銀 圭, Shirogane Kei) é a irmã mais nova de Miyuki e tesoureira do conselho estudantil no ensino fundamental de Shuchiin. Kaguya a admira porque ela é muito parecida com seu irmão, sendo bastante séria; que estar com ela é como estar com Miyuki. Ch. 39, 52 Depois que seus pais se separaram quando ela era jovem, Kei ficou inicialmente com sua mãe, mas fugiu para viver com seu pai e irmão. Ch. 208 Ela é rebelde quando se trata de interagir com o irmão, achando-o irritante e sem estilo, Ep. 39, 52, 83 mas ainda cuida dele e garante que ele apresente uma boa imagem quando está diante de seus colegas de classe. Ela é boa amiga dos Fujiwaras, tanto de sua colega de classe Moeha quanto de Chika. Embora não interaja muito com Kaguya, Kei tenta conhecê-la melhor e fica feliz quando faz pequenas descobertas sobre ela.  Ch. 52 Ao descobrir que seu irmão e Kaguya estão namorando, ela fica mais do que empolgada em ajudá-lo, já que isso significaria que ela passaria a conviver com Kaguya mais frequentemente e que os dois se tornariam parentes.Ch. 83

#### Moeha Fujiwara
Voz de: Ari Ozawa (Japonês), Kara Edwards (Português)
Moeha Fujiwara (藤原 萌葉, Fujiwara Moeha) é a irmã mais nova de Chika, sendo a vice-presidente do conselho estudantil no ensino fundamental da Academia Shuchiin e uma colega de classe e amiga de Kei. Ch. 39, 52 Ela também admira Miyuki e espera confessar seu amor a ele algum dia. Ch. 52, 126 Moeha tem o hábito de expressar ideias sombrias, o que deixa Kaguya bastante desconfortável. Ch. 52

#### Maki Shijo
Voz de: Kana Ichinose (Japonês), Hope Endrenyi (Português)
Maki Shijo (四条 眞妃, Shijō Maki) é uma colega de classe e melhor amiga de Nagisa. Ela tem cabelo curto, estilizado em dois rabos de cavalo. Maki é amiga de Nagisa e secretamente sente ciúmes do relacionamento de Nagisa com seu namorado, pois também gostava dele, mas não conseguiu se declarar a tempo. Ch. 61, 98 Uma piada recorrente no início da série é que ela aparece nos painéis após os capítulos, aparentemente observando os dois com um olhar angustiado.
Como membro do ramo do clã Shinomiya, ela é prima em segundo grau de Kaguya, duas vezes removida  então ela às vezes se refere a Kaguya como "tia", para grande desgosto de Kaguya. Sugere-se que a frieza entre elas se deve às tensões entre a família principal e as famílias ramificadas. Ch. 98 Ch. 98 Yu a considera uma tsundere (fria por fora, mas querendo ser afetuosa), e Miyuki acha que ela é muito parecida com Kaguya em termos de  personalidade. Ch. 98 Ch. 98 Ela declara Yu e Miyuki como seus amigos, devido ao apoio que eles deram para ajudá-la a lidar com seu romance fracassado, o que causa horror em Kaguya (já que isso significaria que Miyuki teria outro rival em potencial no romance). Ch. 98, 109 Ch. 98, 109 No entanto, com o tempo, o relacionamento de Kaguya e Maki melhora um pouco.

#### Kobachi Osaragi
Voz de: Rina Hidaka (Japonês), Leah Clark (Português)
Kobachi Osaragi (大仏 こばち, Osaragi Kobachi) é a colega de classe de Miko, usa óculos e é membro do comitê disciplinar. Ch. 85 Ela tem cuidado de Miko há mais de dez anos, de maneira bem literal, devido à natureza ingênua de Miko. Ch. 103 Mais tarde, ela começa a namorar o Capitão do Clube de Aceleração, mas eventualmente se separa dele. Ch. 122 Seus pais eram celebridades de televisão, e ela estava a caminho de se tornar uma estrela infantil até que um escândalo atingiu sua família, e assim mantinha um perfil baixo desde o ensino fundamental. Ch. 192 Em capítulos posteriores, ela revela a Kaguya que ela reprimido seus próprios sentimentos românticos com Yu, a fim de apoiar Miko, mas acaba deixando escapar que talvez seja apenas amiga de Miko nominalmente.Ch. 231-232

#### Tsubame Koyasu
Voz de: Haruka Fukuhara (Japonês), Tia Ballard (Português)
Retratado por: Haruka Fukuhara
Tsubame Koyasu (子安 つばめ, Koyasu Tsubame)  é uma popular estudante do terceiro ano, vice-capitã do time de líderes de torcida e ginasta rítmica. Ch. 82, 116 É filha de um restaurador e Barman. Ch. 154 Ela incentiva Yu a participar e se divertir, Ch. 90, 104 mas fica chocada quando Yu, inadvertidamente, confessa seu amor por ela durante o festival escolar. Depois de conversar com Kaguya, ela diz a Yu que irá lhe dar uma resposta quando ele escolher o momento, mesmo Yu ainda não sabendo que havia confessado seu amor.  Ch. 130 Em sua festa de Natal, ela oferece seu corpo para Yu, mas é recusada quando Yu percebe que ela está fazendo isso por pena e não por um sentimento genuíno de afeto. Ela continua a apoiar Yu enquanto ele promete melhorar por ela, Ch. 156 e gosta muito dos conselhos amorosos de um certo vidente (o pai de Miyuki).Ch. 160 Ela e Yu vão sair, Ch. 176 mas, na época de sua formatura, ela termina a parte romântica e só quer manter a amizade. Ela se redime ao orquestrar um boato na escola que desfaz a falsa acusação que o perseguia desde o ensino fundamental. Ch. 201-204 Os dois mantiveram uma amizade feliz, embora um tanto estranha.
Akasaka compartilhou que ele também gostava de uma garota mais velha quando estava no ensino médio. O fato de ela estar se formando também criaria uma trama interessante para Yu.

#### Karen Kino e Erika Kose
Karen dublada por: Madoka Asahina  (Japonês); Lindsay Seidel  (Inglês)
Erika dublada por: Ayaka Asai  (japonês); Kristen McGuire  (Inglês)
Karen Kino (紀 かれん, Kino Karen)  e Erika Kose (巨瀬 エリカ, Kose Erika)  são colegas de escola de Kaguya no clube de mídia de massa que são protagonistas do spin-off Kaguya-sama o Kataritai. Elas idolatram o conselho estudantil, mas não têm ideia do que fazem. Karen tem cabelo castanho claro e liso e é filha do CEO de uma grande editora. Ela passa muito tempo fantasiando sobre Miyuki e Kaguya, além de escrever mangás de fanfiction sobre eles, que ela só mostrou para algumas poucas pessoas. Ch. 12 Erika tem cabelo preto preso em um rabo de cavalo e é filha de uma família que fabrica Miso. Ch. 15 A obsessão de Erika é totalmente voltada para Kaguya.

### Outros

#### "Papa Shirogane"Pai de Miyuki e Kei Shirogane
Voz de: Takehito Koyasu (Japonês), Tyson Rineheart (Português)
Retratado por: Masahiro Takashima
"Papa Shirogane" (白銀 父, Shirogane Chichi) é o pai de Miyuki e Kei. Após sua esposa ter o deixado sete anos antes devido ao fechamento de sua fábrica, ele passa a maior parte do tempo desempregado. Ch. 83 Ele faz atividades aleatórias, como adivinhar e dar conselhos. Ch. 111 Ele mais tarde fala disso em um sucesso de Transmissão ao vivo, para o choque de ambos os seus filhos. Ch. 191 Mais tarde, revela-se que a repentina mudança de fortuna de sua fábrica foi devido à interferência de membros mais velhos do grupo Shinomiya, embora ele não tenha rancor de Kaguya, ele os encoraje a desfrutarem de seu relacionamento Ch. 208-209. 

#### Un'yo Shinomiya
Un'yo Shinomiya (四宮 雲鷹, Shinomiya Un'yō) é o terceiro filho de Gan'an Shinomiya, o único filho de sua segunda esposa e meio-irmão mais velho de Kaguya. Como ele e Kaguya não são filhos da primeira esposa de Gan'an, eles têm menos poder dentro da empresa, levando-o a ficar superprotector de sua irmã mais nova, Ch. 242. Seu comportamento frio e incisivo, suas táticas de intimidação e seu ódio por traidores criaram a personalidade inicial e gelada de Kaguya. Apesar disso, ele sempre tem as melhores intenções para sua irmã mais nova, como quando caçou Ai ao descobrir que ela estava passando informações para seu irmão mais velho, Oko, ao mesmo tempo que respeitou a decisão de Kaguya de perdoá-la. Ch. 184-186 Além disso, ele também ajuda a garantir que Miyuki esteja bem protegido durante o conflito Shinomiya-Shijo, pois sabe que ele seria uma ameaça para o casamento de Kaguya com Mikado.  Ch. 242

#### Oko Shinomiya
Oko Shinomiya (四宮 黄光, Shinomiya Okō)  é o filho mais velho de Gan'an Shinomiya e herdeiro do Grupo Shinomiya. Ele é mostrado como uma pessoa grosseira e manipuladora, sendo o membro mais ambicioso do grupo Shinomiya, tendo sido criado com a promessa de que herdaria o conglomerado de seu pai. Ele vai muito longe para interferir na vida de seus irmãos, como ao aproveitar-se de Ai quando ela era jovem e usar sua amizade com Kaguya para espioná-la, além de desencorajá-la a buscar uma educação superior para que ela pudesse viver como dona de casa. Ele tem crenças feudais sobre a sociedade, a saber, que as mulheres servem apenas como ferramentas políticas que casam grupos rivais para garantir alianças. Ch. 209 No entanto, essas crenças provavelmente se formaram como uma forma de lidar com o tratamento ruim de seu pai, já que ele próprio foi casado com uma mulher mais poderosa, o que o forçou a terminar com sua namorada do ensino médio. Ch. 249 Mais tarde, Oko revela que seu desejo de casar Kaguya e de assumir o comando da empresa vem do medo de que uma guerra entre empresas com o Grupo Shijo faça com que a maioria das pessoas sob a proteção do Grupo Shinomiya perca seus empregos, provavelmente levando muitas delas ao suicídio. No final, Kaguya faz um acordo com Oko; ele deve cancelar o casamento arranjado e deixar seus amigos em paz, e, em troca, Kaguya não interferirá nas políticas internas do Grupo Shinomiya.  Ch. 259

#### Mikado Shijo
Mikado Shijo (四条 帝, Shijō Mikado)  é o irmão gêmeo mais novo de Maki Shijo, o segundo primo afastado de Kaguya, e herdeiro do Grupo Shijo. Inicialmente apresentado como um rival de Miyuki pelo afeto de Kaguya, ele recua quase imediatamente ao perceber que os dois estão felizes juntos, e ele e Miyuki acabam se tornando grandes amigos. Ch. 211-212  Quando os Grupos Shinomiya e Shijo começam a discutir planos para encerrar sua rivalidade, eles decidem casar Kaguya com ele. Embora ele aceite a proposta para apaziguar o Grupo Shinomiya, tanto ele quanto sua irmã planejam encontrar uma maneira de garantir que Kaguya e Miyuki fiquem juntos, embora, caso tudo falhe, ele ainda tenha a intenção de se casar com Kaguya para evitar uma guerra corporativa entre os Grupos Shijo e Shinomiya. Ch. 251 Ele recebe o nome do Imperador da História do Cortador de Bambu, que foi o interesse romântico da pessoa que deu origem ao nome de Kaguya, refletindo como os Shinomiya veem o casamento arranjado como um "final de conto de fadas".

#### Gan'an Shinomiya
Gan'an Shinomiya (四宮 雁庵, Shinomiya Gan'an) é o patriarca do Grupo Shinomiya. Ele adotou uma natureza fria e implacável desde jovem para construir a empresa que criou, mas isso acabou consumindo toda a sua personalidade. Isso levou a ele se tornar ausente na vida de seus filhos, pois ele muitas vezes saía para fazer longas viagens de negócios para ajudar a expandir a empresa, bem como ensinar seus filhos a ver casamentos e amizades como nada mais do que negócios. No entanto, quando ele aparece fisicamente na série, já está à beira da morte e não consegue nem reconhecer seus próprios filhos devido a um acidente vascular cerebral, o que o levou a desenvolver demência vascular, frequentemente confundindo Un'yo com Oko e chamando Kaguya pelo nome de sua falecida mãe. Embora não na mesma medida de Oko, é mostrado que ele desenvolveu uma visão um tanto lasciva sobre as mulheres, já que traiu sua esposa com uma prostituta que depois deu luz à Kaguya. Ch. 242 Apesar disso, tudo o que ele fez foi para garantir que sua família pudesse viver uma vida bem sucedida, e ele se preocupa profundamente com todos os seus filhos. Esta honra familiar chega ao ponto de, embora seja possível que ele não seja nem mesmo o pai dela, ele ainda considera Kaguya sua filha e lamenta o quanto tratou seus filhos com dureza. Ch. 249 Ele falece logo após seus filhos resolverem a disputa sobre quem herdaria sua empresa. Ch. 268